# Lobelia angulata
Lobelia angulata là loài thực vật có hoa trong họ Hoa chuông. Loài này được G.Forst. mô tả khoa học đầu tiên năm 1786.